# جریان اصلی علم در مورد هوش
جریان اصلی علم در هوش (انگلیسی: Mainstream Science on Intelligence) یک بیانیه عمومی بود که توسط گروهی از محققان به رهبری روان‌شناس لیندا گوتفردسون صادر شد. این کتاب در ابتدا در ۱۳ دسامبر ۱۹۹۴ در «وال‌استریت ژورنال» منتشر شد، به عنوان پاسخی به نقد کتاب «منحنی زنگی» نوشته ریچارد هرنشتاین و  چارلز موری (دانشمند علوم سیاسی)، که در اوایل همان سال پدیدار شد. این بیانیه از ادعاهای بحث‌برانگیز هرنشتاین و موری در مورد هوش و نژاد دفاع کرد، از جمله این ادعا که میانگین بهره هوشی (IQ) تفاوت‌های بین گروه‌های نژادی و قومی ممکن است حداقل تا حدی منشأ ژنتیکی باشد. این دیدگاه اکنون توسط علم رایج بی‌اعتبار تلقی می‌شود.